# Thaumatoniscellus orghidani
Thaumatoniscellus orghidani là một loài chân đều trong họ Trichoniscidae. Loài này được Tabacaru miêu tả khoa học năm 1971.